# 藍住町立藍住西小学校
藍住町立藍住西小学校（あいずみちょうりつ あいずみにししょうがっこう）は、徳島県板野郡藍住町富吉字豊吉にある公立小学校。

## 概要

### 基礎データ
最寄駅
- JR高徳線阿波川端駅

## 関連学校
- 藍住町立藍住中学校

## 通学区域が隣接している学校
- 藍住町立藍住南小学校
- 藍住町立藍住北小学校
- 鳴門市板東小学校
- 板野町立板野東小学校
- 板野町立板野南小学校